# Словарь автогоночных терминов
Список терминов, используемых в автоспорте, и их кратких определений.
| 0—9 А Б В Г Д Е Ё Ж З И К Л М Н О П Р С Т У Ф Х Ц Ч Ш Щ Э Ю Я |

## 1
- 107% (105%) — правило, используемое в некоторых гоночных сериях, в том числе, в Формуле-1, означающее, что для допуска к старту в гонке, при прохождении квалификации итоговый лучший временной результат гонщика не должен превышать более чем на 7% итоговый временной результат гонщика, занявшего поул-позицию. Вариацией данного правила является правило 105%, используемое в серии WTCR. Также в сериях Индикар[каких?] в гонках на суперспидвеях используется правило 105%, согласно которому участник, не способный поддерживать среднюю скорость, менее, чем на 5% отличающуюся от скорости лидеров, снимается с гонки.

## А
- Автомобиль безопасности — см. Машина безопасности
- Аквапланирование — эффект, когда из-за воды под колёсами отсутствует сцепление покрышек с поверхностью трассы.
- Алеба́рда — то же, что леденец.
- Аллея победы (англ. victory lane) — зона внутри трековой трассы, где останавливается победитель гонки после финиша и где производится его чествование (применительно к США)
- Андеркат (англ. undercut) — тактика проведения пит-стопа, позволяющая опередить соперника или сохранить текущую позицию за счёт более быстрого движения по трассе в момент, когда соперник ещё не совершил пит-стоп и едет медленно из-за изношенных покрышек, или же, наоборот, когда он уже провёл пит-стоп и едет медленнее из-за дозаправленного топлива.
- Антилаг[англ.] (англ. antilag) — система, применяемая в автомобилях с турбированными двигателями, в целях борьбы с турбо-лагом. Сжигает дополнительное топливо, поддерживая тем самым давление турбонаддува. Применялась в машинах WRC, а затем и в машинах гражданского назначения.
- А́пекс (англ. apex) — геометрический центр поворота, точка на внутренней стороне трассы, до которой обычно происходит торможение, и после которой следует начинать разгон. Иногда апексом называют точку, где гонщик прижимается наиболее близко к внутренней границе трассы — в этом контексте он может совпадать с геометрическим апексом (симметричное прохождение поворота, когда траектории захода в поворот и выхода из него похожи), или быть смещённым относительно него: тогда различают ранний апекс (когда автомобиль заходит в поворот с внутренней траектории, а завершает его на внешней стороне поворота) и поздний апекс (когда автомобиль широко заходит в поворот, а выходит с внутренней стороны).
- А́прон — внутренняя, плоская часть трековых трасс, отделяющая наклонный бэнкинг от внутренней части трассы (инфилда), на которой расположен пит-лейн. Апрон используется гонщиками для съезда с бэнкинга и движения к пит-лейн для совершения пит-стопа. От бэнкинга отделяется белой полосой, заезжая за которую, гонщик не всегда имеет право совершать обгон.
- Атмосферный двигатель — двигатель, в котором не используется турбонаддув, а вся мощность получается только за счёт использования естественного давления воздуха, участвующего в рабочем процессе. Поршни, выступающие в роли насоса, приходят в движение и способствуют забору воздуха извне через воздуховод. В разных типах силовых агрегатов осуществляются различные способы реализации и подачи горючей смеси. В отличие от турбо-двигателя, атмосферный двигатель ведёт себя на дороге более предсказуемо и отдаёт всю возможную мощность сразу. Из очевидных плюсов: отсутствие турболага.

## Б
- Бамп-драфтинг — приём, используемый в гонках на треках, когда находящийся в слипстриме пилот ударяет бампером идущего впереди гонщика с целью придания ему дополнительного ускоряющего момента, в результате чего обе машины едут быстрее.
- Бёрна́ут (англ. burnout) — продолжительная пробуксовка покрышек ведущей оси с характерным жжением резины от трения об асфальт.
- Бесплатный пит-стоп — пит-стоп, при проведении которого созданный временной отрыв от ближайшего преследователя позволяет гонщику или автомобилю не потерять занимаемой в этот момент классификационной позиции. Бесплатным пит-стопом также может называться пит-стоп, проведённый под красными флагами, когда машине требуется ремонт, если регламент гоночной серии позволяет производить манипуляции над машиной под красными флагами.
- Бо́ксы (англ. pit box) — помещение на гоночной трассе, отведённое для работы с автомобилем во время тренировок, испытаний и гонок. В боксах проводится подготовка машины к выезду на трассу, включая оперативный контроль её параметров, настройку подвески, элементов аэродинамики и т. п., а также проведение ремонтных работ, возможных в полевых условиях. Боксы объединены в комплекс, вместимость которого (количество рабочих мест, площадь и обеспечение которых регламентированы специальными требованиями, предъявляемыми FIA) — одна из характеристик автодрома, от которой зависит тип лицензии, позволяющей проводить соревнования или другие мероприятия того или иного уровня. К боксам относят и пространство, расположенное непосредственно перед ними — пит-лейн, на котором автомобиль останавливается во время пит-стопа.
- Боли́д — гиперболизированное определение гоночного автомобиля, введённое журналистами по ассоциации с раскалённым небесным телом (метеор, болид), стремительно рассекающим небосклон и исчезающим за горизонтом.
- Большой шлем (англ. grand slam, фр. grand chelem) — (по аналогии с теннисом) достижение гонщика, показавшего лучшее время круга в квалификации и гонке, лидировавшего в гонке от старта до финиша (обычно означающее лидирование на финише каждого круга гонки, но необязательно на всей длине дистанции) и одержавшего в ней победу. Большой шлем считается исключительным в силу своей редкости достижением в Формуле-1, хотя за него не дают ни очков, ни иных наград.
- Быстрый круг, боевой круг — круг в квалификации, который гонщик идёт в максимально возможном темпе, стремясь показать наилучший результат. По итогам квалификации (по лучшему из быстрых кругов каждого гонщика) обычно определяется расстановка на старте гонки. Термин быстрый круг (но не боевой круг) также является синонимом схожего, но отличного понятия лучший круг.

## В
- Вираж, жарг. бенкинг/бэнкинг (от англ. banking) — наклон трассы внутрь поворота; за счёт частичной компенсации центробежной силы в повороте, позволяет проходить его на большей скорости. Также наклонная часть овальной трассы, в отличие от ровного апрона.
- Вре́менная трасса — трасса, не являющаяся специализированным автодромом. Временные трассы прокладывают на дорогах общего пользования, рулёжных дорожках аэродромов и в других подобных местах.

## Г
- Гра́унд-эффе́кт (англ. ground effect) — возникновение под днищем автомобиля области пониженного давления воздуха, что увеличивает прижимную силу.
- Грид-гёрл (англ. grid girl) — девушка привлекательной внешности, которую организаторы гонки или спонсоры нанимают для фотосессий, участия в процедуре ознакомления зрителей с гонщиками на стартовой решётке перед гонкой, а также для участия в различных мероприятиях в паддоке, боксах команд и прочих местах, так или иначе связанных с проведением гонки.
- Грув (англ. groove) — 1) то же, что псевдослик; 2) в Америке так называется наезженная траектория, покрытая отработанной резиной с покрышек, благодаря которой сцепление с трассой повышается.

## Д
- Держа́к — сцепление покрышек с асфальтом. Так же обозначает наплыв на асфальте отработанной резины с покрышек при её трении об асфальт в поворотах и местах активной пробуксовки.
- Дёрт овал — овал, на котором нет твёрдого покрытия. Дословный перевод «овал с грязью».
- Джентльмен-драйвер (англиц. от gentleman-driver) — непрофессиональный водитель, оплачивающий своё участие в гонках и участвующий в них для удовольствия, нередко в собственной команде и на собственной машине.
- Дождева́я рези́на — шины специальных состава и конструкции, которые позволяют проводить гонку даже в дождь. Дождевые шины выполняют из особо мягкого компаунда и снабжают глубокими частыми канавками для отвода воды. Также рассматривается смягчённый вариант дождевой резины — микст, с более редкими канавками. Дождевая резина используется реже, чем микст, так как обычно в случае сильного дождя гонку приостанавливают[1].
- Доп — дополнительное соревнование в ралли, промежуточные заезды с отдельным или совмещённым со спецучастком стартом, финишем и временно-очковым значением. Примеры: регулярность движения, режимные гонки, слалом, спринт, подъём на холм и т. п.
- Дорожная секция — участок дороги на дистанции ралли, на котором не ведётся жёсткого хронометража, и по которому участники следуют из парк-сервиса на старт спецучастка, или от финиша предыдущего спецучастка на старт следующего или в парк-сервис. Движение по дорожной секции не перекрывается для обычных машин, а потому участники ралли должны полностью соблюдать ПДД. Несмотря на отсутствие жёсткого хронометража, участники должны укладываться в определённые рамки для преодоления дорожных секций.
- Драг, дрэг — гонка по прямой дороге: кто быстрее разгонится.
- Дра́фтинг — техника разгона автомобиля, путём толкания впереди идущей машины, тем самым уменьшая воздушный поток. См. Слипстрим.
- Дри́фт — техника выполнения управляемого заноса.
- Дубль — ситуация, когда на финише гонки первые два места занимают пилоты одной команды. Иногда дублем называется достижение гонщика, завоевавшего поул-позицию и выигравшего гонку (ср. хет-трик, большой шлем).
- Душ из шампа́нского — на подиуме после награждения кубками и гимнов в честь победителя и команды победителя пилотам вручаются бутылки с шампанским и они, взболтав его, поливают друг друга и других участников процесса, отмечая, таким образом, успешный финиш в гонке.

## З
- Закры́тый парк (фр. parc fermé): специально отведённое место на автодроме, где действует особый режим работы с гоночными автомобилями, исключающий их обслуживание за исключением особо оговорённых случаев и процедур. Позднее машины перестали перемещаться куда-либо и только лишь подчиняются правилу закрытого парка у себя в гаражах. Машины переводятся в закрытый парк непосредственно после заездов (гонок и, в некоторых сериях, квалификаций) для проведения технической инспекции, цель которой — убедиться в соответствии машин требованиям технического регламента. Нарушение правила закрытого парка карается, если оно не санкционировано организаторами, например, в целях обеспечения безопасности.
- Золотая эра гонок — период времени с начала 1950-х до конца 1970-х годов, характеризующийся наличием в гоночных сериях большого числа незаводских команд и участников, относительной простотой и дешевизной конструкции автомобилей, простотой правил и получения лицензий гонщиками, а также плотной борьбой на трассах. Эра окончилась с коммерциализацией серий и приходом в гонки гигантов автоиндустрии.
- Зона DRS, зона крыла — термин, применяемый в формульных сериях и означающий что временно́й разрыв между едущим впереди гонщиком и его преследователем позволяет воспользоваться преследователю системой DRS, дающей вре́менное преимущество в скорости для совершения обгона.

## И
- Избыточная поворачиваемость (англ. oversteer) — ситуация, при которой задние колёса теряют сцепление с дорогой из-за того, что боковой увод задних колёс превышает боковой увод передних колёс. Такому недостатку подвержены в основном автомобили с FR-компоновкой. Кэйити Цутия придумал из этого зрелищное явление, которое назвал «дрифтом». См. Дрифтинг.

## К
- Квалифика́ция — соревнование участников перед гонкой, которое определяет положение гонщиков на стартовом поле. Обычно квалификация заключается в том, что гонщики проезжают один или несколько кругов по трассе, не соревнуясь друг с другом напрямую, но пытаясь показать наилучшее время прохождения круга.
- Классифика́ция — итоговый протокол, в котором указываются пилоты, прошедшие не менее определённого процента дистанции гонки (для Формулы-1 — не менее 90 %). Не вошедшие в классификацию гонщики не считаются финишировавшими и не получают очков. В гонках на выносливость в итоговый протокол попадают только те машины, что смогут пересечь линию финиша своим ходом в промежуток времени между финишем лидера и его заездом в боксы.
- Клетчатый флаг — флаг, который показывается гонщикам на финише. Означает конец сессии См. Гоночные флаги.
- Ко́кпит (англ. cockpit) — открытая кабина гоночного автомобиля, в которую гонщик залезает сверху (например, в Формуле-1).
- Комиссар — одно из четырёх или пяти должностных лиц на каждом Гран-при, назначенных для принятия решений.
- Коушн (англ. caution) — транскрипция английского термина, обозначающего фазу гонки на трековых трассах, когда над всей трассой выбрасываются жёлтые флаги и на трассу выезжает машина безопасности. После сбора пелотона работники трассы могут приступить к аварийно-спасательным работам и приведению трассы в порядок, после чего следует рестарт.
- Крю-чиф (англ. crew-chief) — руководитель бригады, обслуживающей одну машину. Объединяет в себе функции шеф-механика и гоночного инженера, отвечает за все аспекты подготовки машины к гонке и в самой гонке.
- Круг возвращения в боксы — круг в квалификации, на котором пилот в спокойном темпе возвращается в боксы (как правило, проехав свой быстрый круг и показав квалификационное время).
- Круговой — гонщик, которого обогнали на круг или более. Круговые обязаны не препятствовать обгону всем гонщикам, опережающим их на круг или больше.

## Л
- Лаки дог (англ. lucky dog) — правило NASCAR, по которому первый пилот из отстающих на круг во время режима жёлтых флагов может обогнать пейс-кар и встать в хвосте пелотона, отыгрывая таким образом отставание в круг, но не приобретая позицию.
- Ледене́ц (англ. lollipop) — табличка, которой механики на пит-стопе отдают команды гонщику; названа так из-за своего внешнего вида, по аналогии с конфетой на палочке.
- Лифт-энд-кост (англ. lift & coast), также движение накатом — техника экономии топлива при прохождении поворотов за счёт торможения двигателем и/или аэродинамическими элементами автомобиля без механического рассоединения двигателя и колёс посредством сцепления. На автомобилях с гибридным двигателем и рекуперативным торможением это позволяет восполнить запас энергии в хранилище. А на классических автомобилях это позволяет сэкономить немного времени за счёт отсутствия необходимости включать или переключать передачу перед началом разгона на выходе из поворота.
- Лу́чший круг, также быстрый круг — круг, который какой-то пилот (автор/владелец лучшего круга) проехал за наименьшее время среди всех кругов всех гонщиков в гонке.

## М
- Ма́ршалы — обслуживающий персонал гонки. В их задачу входит сигнализация пилотам с помощью предупреждающих флагов, эвакуация разбившихся машин, обеспечение чистоты трассы и безопасности. Как правило, бригада маршалов обслуживает все гонки на отдельной трассе, а не все трассы серии. Но при этом в Северной Америке[уточнить] каждая[уточнить] гоночная серия располагает собственной командой профессиональных маршалов, ездящей на все гонки серии[источник не указан 43 дня].
- Машина безопасности (или автомобиль безопасности) — то же, что и пейс-кар или сейфти-кар. Это специальный автомобиль, который выезжает на гоночную трассу в экстренных случаях, для того чтобы снизить скорость пелотона. Обычно это происходит в случае аварии одного или нескольких автомобилей, когда требуется время, чтобы убрать опасные обломки или сами автомобили с трассы. Во время присутствия на трассе машины безопасности пилоты не имеют права обгонять ни друг друга, ни машину безопасности (за исключением специально оговорённых в правилах случаев), в связи с чем вынуждены придерживаться сравнительно медленного темпа последнего.
- Микст, или промежуточная резина — шины специальных состава и конструкции, которые позволяют проводить гонку в условиях мокрой трассы или лёгкого дождя. Шины типа «микст» являются средними между сликами, предназначенными для абсолютно сухой трассы, и дождевыми, которые используются в условиях сильного дождя.
- Монокла́сс — класс автогонок, в котором разрешены автомобили только одной определённой спецификации, как правило, одного производителя. К таким относятся, например, А1 Гран-при или Формула Русь.

## Н
- Нон-стоп — тактика пит-стопов, заключающаяся в отсутствии таковых. В настоящее время в высших гоночных сериях практически не употребляется.
- Нарезать пятаки/пончики/крендельки — двигать заднюю часть автомобиля по кругу при помощи долгой пробуксовки колёс ведущей оси и оставлять от сжигаемой резины характерные чёрные следы на асфальте, имеющие форму круга.
- Недостаточная поворачиваемость (англ. understeer) — ситуация, при которой автомобиль не слушается руля, и выпрямляет свою траекторию. Подобному недостатку подвержены автомобили с FF компоновкой. В этом случае боковой увод передних колёс превышает боковой увод задних колёс.

## О
- Ова́л — гоночная трасса с плавными поворотами в одну сторону (влево при движении против часовой стрелки). Гоночные овалы могут иметь разнообразную форму: от круглых и овальных до треугольника и прямоугольника.
- Онбо́рд (англ. onboard) — бортовой ракурс телекамеры, при котором видно как гонщик управляет автомобилем.

## П
- Па́ддок — специальное место, служащее для развёртывания моторхоумов команд и пребывания высокопоставленных личностей.
- Парк-сервис — место, где машины, участвующие в ралли, проходят техобслуживание.
- Паровоз (англ. train) — неофициальное название ситуации в гонке, когда гонщик по той или иной причине едет по трассе медленнее располагающихся за ним в классификации машин, которые его таким образом нагоняют, но в силу разных причин (оборонительных манёвров лидера паровоза, недостаточной разницы в скорости, или характеристик трассы) не могут обогнать и вынуждены придерживаться его темпа.
- Пейс-ка́р (англ. pace car, буквально, «автомобиль темпа») — другое название для машины безопасности. То же, что и сейфти-кар (англ. safety car).
- Пелото́н, или пелето́н, — множество машин, участвующих в гонке.
- Перегазовка, «пятка-носок» (англ. blip) — приём, используемый пилотом автомобиля с механической коробкой передач, когда необходимо включить пониженную передачу (например, перед поворотом), и при этом держать сцепление выжатым максимально короткое время, а также для того чтобы избежать переноса веса на переднюю ось при понижении передачи (последнее работает только на заднеприводных автомобилях).
- Пило́т — то же, что и гонщик, водитель гоночного автомобиля.
- Пит-ле́йн (англ. pit lane) — часть гоночной трассы, на которой располагаются боксы команд, участвующих в гонке. На пит-лейн производятся пит-стопы. Обычно, заезжая на пит-лейн, гонщик обязан снизить скорость согласно ограничениям данной гоночной серии.
- Пит-сто́лл (англ. pit stall) — место на пит-лейн, отведенное гоночным командам для проведения пит-стопа. Может использоваться для каждой конкретной машины, либо для всех машин конкретной команды, согласно правилам данной гоночной серии.
- Пит-сто́п (англ. pit-stop) — остановка автомобиля на пит-лейн, во время которой машину могут дозаправить, сменить резину, произвести ремонт и т. д. согласно нуждам пилота и правилам данной гоночной серии.
- Пит-уо́лл (англ. pit wall)— стена или ограждение, отделяющее пит-лейн от гоночной трассы.
- По́диум — площадка, на которой производится чествование победителя, а также двух других гонщиков, пришедших вслед за ним — на «подиумных позициях» (или проще — «на подиум»). Обычно пилотам на подиуме вручаются кубки, а затем гонщики устраивают «душ» из шампанского. В США подиумы могут предназначаться только для победителя. Цифра в статистике пилота в графе «подиумы» говорит о финише на одной из первых трёх позиций. В русском языке обычно в этом значении используется слово «пьедестал».
- По́ул-пози́ция, по́ул (англ. pole position, pole) — первая позиция на стартовой решётке, которую занимает гонщик, выигравший квалификацию.
- Пра́ктика — тренировки, перед началом основных сессий (в основном перед квалификацией), где гонщики проверяют трассу и автомобили. см. Свободные тренировки.
- Прое́зд по пит-ле́йн (англ. drive-through) — один из штрафов, которым карается гонщик за нарушение правил. Смысл его в том, что гонщик проезжает по пит-лейн, с ограничением скорости, принятым в данной гоночной серии. Более мягкий, чем стоп-энд-гоу. В Формуле-1 даётся за пересечение белой линии на пит-лейн и за превышение скорости на пит-лейн. Также «Штрафной проезд».
- Псевдосли́ки (англ. pseudoslicks) — модификация сликов, отличающая от последних тем, что содержат канавки, параллельные плоскости движения колеса. Псевдослики использовались в Формуле-1 в 1998—2008 гг., и в GP2 в 2005 г. для искусственного снижения скорости ввиду снижения сцепления шины с трассой.
- Прогре́вочный круг — в квалификации и гонке круг, который гонщик преодолевает в сравнительно медленном темпе, стараясь нагреть резину шин до оптимальной температуры. В случае если после прогревочного круга надо сразу уходить на боевой круг, то в конце прогревочного круга гонщик максимально разгоняется уже в начале финишной прямой для того, чтобы начать боевой круг максимально быстро.
- Промежу́точная резина — то же, что и микст.

## Р
- Разминка (англ. warmup, некорректно переводится как «прогревочный заезд») — проводящаяся после квалификации, но перед гонкой, свободная сессия, позволяющая пилотам настроиться на гонку. Разминку обычно проходят на гоночной настройке и с полным запасом топлива.
- Ретардер — 1) искусственно созданное препятствие на прямом участке дороги, для снижения скорости путем его объезда (используется в основном в ралли). 2) искусственно созданное препятствие в зонах вылета с трассы для замедления автомобиля с целью безопасного возвращения его на трассу.
- Резаный слик — шины типа слик, на протекторе которых вручную, обычно членами конкретной команды, вырезаны канавки для отвода воды. Применяются в ситуации с изменчивой погодой, влажной трассой, лёгким дождём.
- Ре́нта-дра́йвер — пилот, который сам платит команде за участие в гонках (вместо того, чтобы команда платила пилоту). Как правило, рента-драйверами являются богатые люди, состоявшиеся в автогонках, которые желают попробовать себя в более высоком классе гонок (пускай даже за команду-аутсайдера).
- Рингер (англ. ringer) — транскрипция английского термина, обозначающего гонщика, специализирующегося на дорожных трассах и приглашаемого владельцем машины на этапы НАСКАР на дорожных трассах. Его более высокий, по сравнению с регулярным гонщиком, финиш на таких этапах улучшает позицию данной машины в зачёте владельцев машин.

## С
- Самово́зка, жарг. — автомобиль, технически настолько превосходящий соперников, что для победы не нужен умелый гонщик.
- Свободные тренировки — заезды, которые проводятся до квалификации и гонки, позволяющие гонщикам ознакомиться с трассой, опробовать машину и подготовить её к гонке.
- Се́йфти-ка́р (англ. safety car) — машина безопасности. То же, что и пейс-кар.
- Сли́ки (англ. slicks) — абсолютно гладкие шины, не имеющие ни канавок, ни иных элементов, уменьшающих пятно контакта с трассой. В кольцевых автогонках в большинстве случаев используются именно слики. Форма автомобильных сликов представляет собой гладкий цилиндр и является оптимальной для сцепления с сухой асфальтовой трассой. В дождь и на грунтовых трассах применяются протекторные шины.
- Слипстри́м (англ. slipstream — буквально «скользкая струя») — езда непосредственно за другим автомобилем, в завихрённой зоне. Сопротивление воздуха уменьшается как для едущего сзади, так и (в меньшей степени) для едущего спереди. Слипстрим — важная часть тактики в гонках по трековым трассам, так как позволяет сэкономить топливо и оттянуть пит-стоп, либо разогнаться и совершить обгон. Недостаток езды в слипстриме — сильная недостаточная поворачиваемость, а также сниженное воздушное охлаждение двигателя для идущего сзади.
- Спецучасток, специальный участок — участок дороги на дистанции ралли, прохождение которого хронометрируется, с целью определения позиции гонщика в общем зачёте. Спецучасток закрыт для движения любых машин, кроме участвующих в ралли. Также доп.
- Сплэш-энд-дэш (англ. splash and dash — буквально «плеснул и рванул»), сплэш-энд-гоу — очень короткий пит-стоп, на котором в машину заливается немного топлива (без смены шин). Применяется, если из-за изменившейся стратегии гонщик остался без топлива (чаще всего в трековых гонках).
- Спо́ттер — в гонках на трековых трассах сидящий на трибуне наблюдатель. Задача споттера — сообщать гонщику путь маневрирования в трафике и ситуацию на трассе.
- Старт с ме́ста (англ. standing start). Автомобили выстраиваются на стартовой решётке в соответствии с некоторым порядком (обычно — согласно результатам квалификации). Старт происходит с места и даётся с помощью светофора или иным способом (редко). Также Старт Гран-при.
- Старт с хо́да (англ. rolling start). Автомобили выстраиваются на стартовой решётке в соответствии с некоторым порядком, затем они следуют за пейс-каром в течение круга. Они не имеют права обгонять ни друг друга, ни пейс-кар. Незадолго до окончания круга пейс-кар сворачивает в боксы, а гонщики продолжают ехать без обгонов до конца круга. После пересечения болидом стартовой линии гонка начинается, в частности, даётся разрешение на обгон. Также Инди-старт
- Ста́ртовая пряма́я — 1) прямой участок трассы от старта и до первого поворота. В кольцевых гонках стартовая прямая совпадает с финишной, и её называют «прямая „старт — финиш“». 2) Некорректное, но распространённое название стартовой черты.
- Ста́ртовая черта́ (или стартовая линия, англ. start line) — черта поперёк трассы, с которой даётся старт гонки. Если старт даётся с места, обладатель поул-позиции располагается вплотную к черте. Иногда в кольцевых гонках совпадает с финишной чертой (но есть множество исключений, когда финиш находится посреди или позади стартового поля (с так называемым отрицательным смещением); но бывает и так, хотя и редко, что финиш находится впереди стартового поля (с положительным смещением, например, на Автодроме Поль Рикар в Ле-Кастелле)).
- Ста́ртовое по́ле (также ста́ртовая решётка, англ. starting grid) — 1) площадка на стартовой прямой, где гонщики выстраиваются перед стартом с места. Порядок мест на стартовом поле (расстановка) определяется по результатам квалификации (реже — по результатам предыдущих гонок или другим путём на усмотрение судей). Конфигурация стартового поля определяется регламентом различных гоночных серий и техническими возможностями автодрома. Как правило, участники автомобильных гонок выстраиваются в две колонны. При этом обладатель поул-позиции располагается в непосредственной близости от стартовой черты, гонщик, показавший второй результат в квалификации, занимает место с другой стороны трассы, отнесённое на несколько метров назад от первой позиции — и так далее. В некоторых видах автоспорта гонщики располагаются по трое в ряд и/или выстраиваются в шахматном порядке. 2) Документ, публикующийся после квалификации и отражающий расстановку гонщиков на старте. После публикации решётки места на старте фиксируются, и апелляции больше не принимаются; в случае штрафа гонщика смещают на несколько мест назад, перемещают на последнее место или назначают старт с пит-лейна, а его позиция на старте, в зависимости от автогоночной серии, либо замещается гонщиками, следовавшими за ним в изначальной расстановке, либо остаётся вакантной.
- Стинт (англ. stint) — отрезок гонки, проводимой одной машиной между заездами на пит-лейн для обслуживания (чаще всего для дозаправки или для смены шин, то есть длина стинта определяется либо ёмкостью бака, либо износом шин). Также в гонках на выносливость стинтом могут называть отрезок гонки, проходимый одним гонщиком из экипажа конкретной машины.
- Стоп-энд-го́у (англ. stop-and-go — «остановись-и-езжай») — вид штрафа, которым гонщик наказывается за нарушение правил. Пилот заезжает в свои боксы, останавливается там (на время, названное при назначении штрафа — от 0 секунд до нескольких минут) и затем продолжает движение. Во время остановки с автомобилем нельзя производить никаких работ. В Формуле-1 он накладывается за срезание поворотов, намеренные столкновения и другие грубые нарушения правил. Также называется «штрафная остановка».
- Стюарды — то же, что комиссары.
- Суперспециальный участок, суперспешиал — хронометрируемый участок дороги на дистанции ралли, на правах спецучастка, но имеющий дополнительные особенности с целью повышения зрелищности — он имеет небольшую длину, находится в населённом пункте или других местах, удобных для зрителей, часто допускает параллельное движение двух машин по собственным непересекающимся траекториям.

## Т
- Тест-пилот, третий пилот — гонщик, входящий в состав команды, но не принимающий участия в гонках. Его основной обязанностью является испытание машины на тестовых заездах. Тест-пилотами часто являются молодые гонщики, претендующие на будущий переход в основной состав. «Третий пилот» отличается от обычного тест-пилота тем, что участвует в тренировочных заездах перед гонкой и должен быть готов заменить гонщика основного состава в случае травмы.
- Тилькедром, жарг. — неофициальный термин, применяемый к автодромам спроектированным Германом Тильке и построенным в конце XX века — начале XXI века. По мнению части болельщиков, характеризуются отсутствием шарма и духа, присущих классическим автодромам старой эпохи.
- Трасса — дорога, на которой проводится гонка. Трасса может быть как на специализированном автодроме, так и на дорогах общего пользования (временная трасса).
- Тройная корона — неофициальное название победителей всех трёх самых престижных автогонок: 500 миль Индианаполиса, Гран-при Монако, 24 часа Ле-Мана. На 2025 год только один гонщик, Грэм Хилл, собрал все три победы.
- Трэкшн контроль — электронная система, позволяющая предотвращать пробуксовку колёс, а также занос. Аналогом данной системы на обычных дорожных автомобилях является система ESP.
- Турбо-лаг, турбо-провал — падение давления турбонаддува, в связи с отсутствием нужного количества выхлопных газов, необходимых для поддержания оборотов крыльчатки, что и вызывает отсутствие увеличения мощности от турбины. Для борьбы с этим недостатком придумали систему «антилаг». См. Антилаг.
- Турбо-подхват — техническая особенность работы нагнетающей турбины, при которой по достижении турбо-наддувом определённого давления, происходит резкий скачок мощности.

## Ф
- Фи́нишная пряма́я — 1) Прямой участок трассы между последним поворотом и финишем. В кольцевых гонках финишная прямая обычно совпадает со стартовой. 2) Некорректное название финишной черты.
- Финишная черта — черта поперёк трассы, которую надо пересечь, чтобы закончить круг и/или гонку. Автомобиль считается финишировавшим, когда пересекает черту своей передней частью.
- Фаст-лейн (англ. fast lane) — прое́зжая часть пит-лейна, по которой проезжают болиды с ограниченной скоростью (60—100 км/ч), находится между боксами и пит-уоллом, отделена жёлтой полосой (иногда красной или синей) на дорожном покрытии. Гонщик, двигающийся по ней, имеет преимущество перед теми, кто находится в боксах и готовится к выезду.
- Флаги  — при помощи флагов гонщику передаётся необходимая информация.

## Х
- Хет-трик — достижение гонщика, выигравшего квалификацию и гонку, и показавшего в ходе гонки лучший круг (ср. большой шлем).

## Ч
- Червячки — отвалившиеся с покрышек (зачастую в результате скольжения или пробуксовки) и лежащие на асфальте небольшие кусочки резины.

## Ш
- Шикана — последовательность тесных извивающихся поворотов малого радиуса, используемая для намеренного замедления автомобилей.
- Шпилька — резкий поворот малого радиуса, от 90 до 180 градусов, соединяющий две прямые.

## Э
- Эска — связка поворотов в форме латинской буквы S.